# 육하원칙
육하원칙은 기사문에 반드시 들어가야 할 여섯 가지 요소를 말한다. 그 순서는 다음과 같다.
- 누가
- 언제
- 어디서
- 무엇을
- 어떻게
- 왜?

이렇게 여섯글자를 따서 5W1H라고도 한다. 5W1H는 기사를 작성할 때 특히 유용하다. 참고로, 영미식에서는 when, how, who, where, why, what이다.

## 같이 보기
- 클루